# Košarkaški klub Solin
Il  K.K. Solin è una squadra di pallacanestro croata della città di Salona.